# Técou

Técou este o comună în departamentul Tarn din sudul Franței. În 2009 avea o populație de 850 de locuitori.

## Evoluția populației
| An        | 1975 | 1982 | 1990 | 1999 | 2006 | 2009 |
| --------- | ---- | ---- | ---- | ---- | ---- | ---- |
| Populație | 476  | 510  | 554  | 632  | 756  | 850  |